# Pierpaolo
Pierpaolo  è un nome proprio di persona italiano maschile.

## Varianti
- Maschili: Pier Paolo[1], Pietro Paolo[1], Pietropaolo[1]
- Femminili: Pierpaola

## Origine e diffusione
È un nome composto, formato dall'unione dei nomi Piero (diminutivo di Pietro) e Paolo. Tra i vari composti in Pier-, negli anni '70 si piazzava in quarta posizione con 65.000 occorrenze, dietro a Pierluigi, Piergiorgio e Pierangelo e seguito da Pierantonio; la forma "Pietro Paolo" (basata sul nome completo "Pietro" anziché sul suo ipocoristico "Piero") era invece, pur con una minore diffusione (3.000 occorrenze), prima fra i composti di Pietro, seguita da Pietrantonio e Pietrangelo.
In Maremma, questo composto è attestato sin dal XIV secolo (seppure oltre la 150ª posizione per diffusione).

## Onomastico
L'onomastico si festeggia tipicamente il 29 giugno, ricorrenza dei santi Pietro e Paolo; con questo nome si ricorda altresì il beato Pietro Paolo Navarro, religioso gesuita martire con altri compagni a Shimabara, commemorato il 1º novembre.

## Persone
- Pierpaolo Benigni, attore italiano

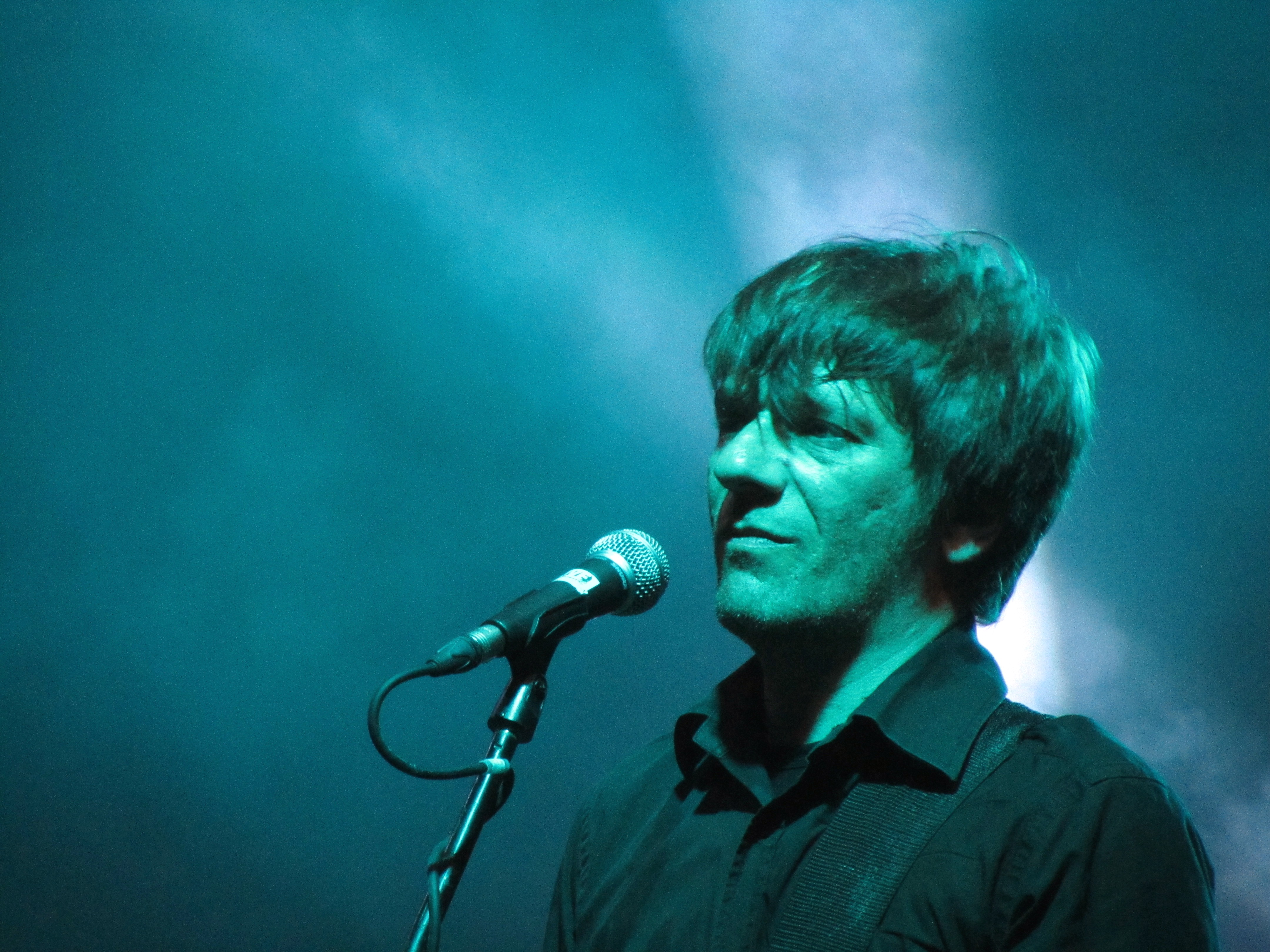
Pierpaolo Capovilla

- Pierpaolo Bisoli, allenatore di calcio e calciatore italiano
- Pierpaolo Bresciani, allenatore di calcio e calciatore italiano
- Pierpaolo Capovilla, cantautore e bassista italiano
- Pierpaolo Cristofori, pentatleta italiano
- Pierpaolo De Giorgi, etnomusicologo e scrittore italiano
- Pierpaolo dalle Masegne, scultore e architetto italiano
- Pierpaolo Donati, sociologo italiano
- Pierpaolo Ferrazzi, canoista italiano
- Pierpaolo Luzzatto Fegiz, statistico italiano
- Pierpaolo Manservisi, calciatore italiano
- Pierpaolo Marino, dirigente sportivo italiano
- Pierpaolo Meccariello, storico italiano
- Pierpaolo Pedroni, rugbista a 15, arbitro di rugby a 15 e commentatore sportivo italiano
- Pierpaolo Peretti Griva, vero nome di Pierfunk, musicista italiano
- Pierpaolo Picazio, cestista italiano
- Pierpaolo Spollon, attore italiano
- Pierpaolo Zizzi, attore italiano

### Variante Pier Paolo

Pier Paolo Pasolini

- Pier Paolo Baretta, sindacalista e politico italiano
- Pier Paolo Capponi, attore e sceneggiatore italiano
- Pier Paolo D'Attorre, storico italiano
- Pier Paolo Jacometti, scultore e fonditore italiano
- Pier Paolo Menzocchi, pittore italiano
- Pier Paolo Pasolini, poeta, scrittore, regista, sceneggiatore, drammaturgo ed editorialista italiano
- Pier Paolo Racchetti, aviatore italiano
- Pier Paolo Vergerio il vecchio, umanista e pedagogista italiano

### Variante Pietro Paolo
- Pietro Paolo Agabiti, pittore e architetto italiano
- Pietro Paolo Borrono, compositore e liutista italiano
- Pietro Paolo Conti, cardinale italiano
- Pietro Paolo Fusco, poeta e medico italiano
- Pietro Paolo Parzanese, presbitero, poeta e traduttore italiano
- Pietro Paolo Porro, tipografo e incisore italiano
- Pietro Paolo Raggi, pittore italiano
- Pietro Paolo Vasta, pittore italiano
- Pietro Paolo Vergerio, teologo e vescovo italiano
- Pietro Paolo Virdis, calciatore e allenatore di calcio italiano